# 하노버 산업 박람회

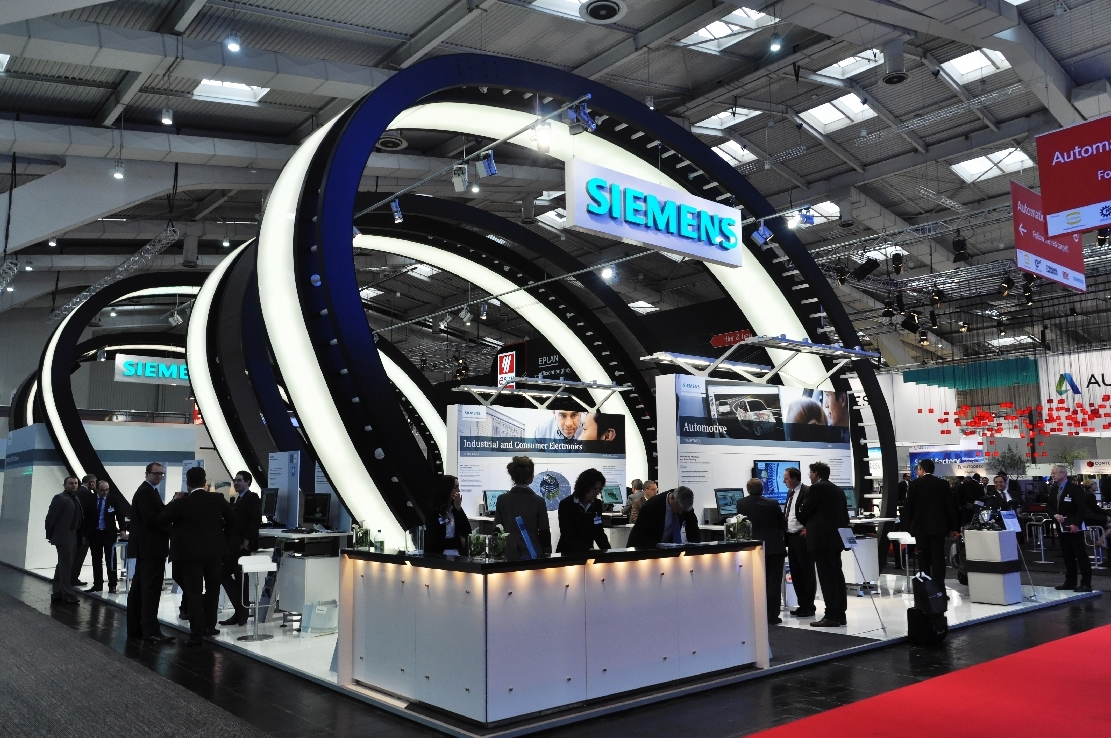
2014년 전시회의 지멘스

하노버 산업 박람회(Hannover Messe)는 산업발전의 주제를 다루는 세계 최대의 견본시 중 하나이다. Deutsche Messe AG가 조직하였으며 독일 하노버 하노버 페어그라운드에서 개최되었다. 기업 참여 수는 보통 약 6,500명, 방문객 수는 보통 약 250,000명이다.
하노버 박람회는 1947년 전후 독일의 경제발전을 드높이고자 시작되었다.
제품 포트폴리오에는 건물 자동화 및 기술, 코팅 물질, 공기 압축기, 가스 압축기, 환경 기술, 공장 장비, 압축 공기 기술, 마이크로 액추에이터 시스템, 전동기, 스케줄링 소프트웨어, 냉각 기술, 로보틱스, 첨가제 제조 시스템이 포함된다.